# Igoville
Igoville é uma comuna francesa na região administrativa da Normandia, no departamento de Eure. Estende-se por uma área de 5,61 km². Em 2010 a comuna tinha 1 762 habitantes (densidade: 314,1 hab./km²).